# Micralestes acutidens
Micralestes acutidens är en fiskart som först beskrevs av Peters 1852.  Micralestes acutidens ingår i släktet Micralestes och familjen Alestidae. IUCN kategoriserar arten globalt som livskraftig. Inga underarter finns listade i Catalogue of Life.